# VT1 (戦車)

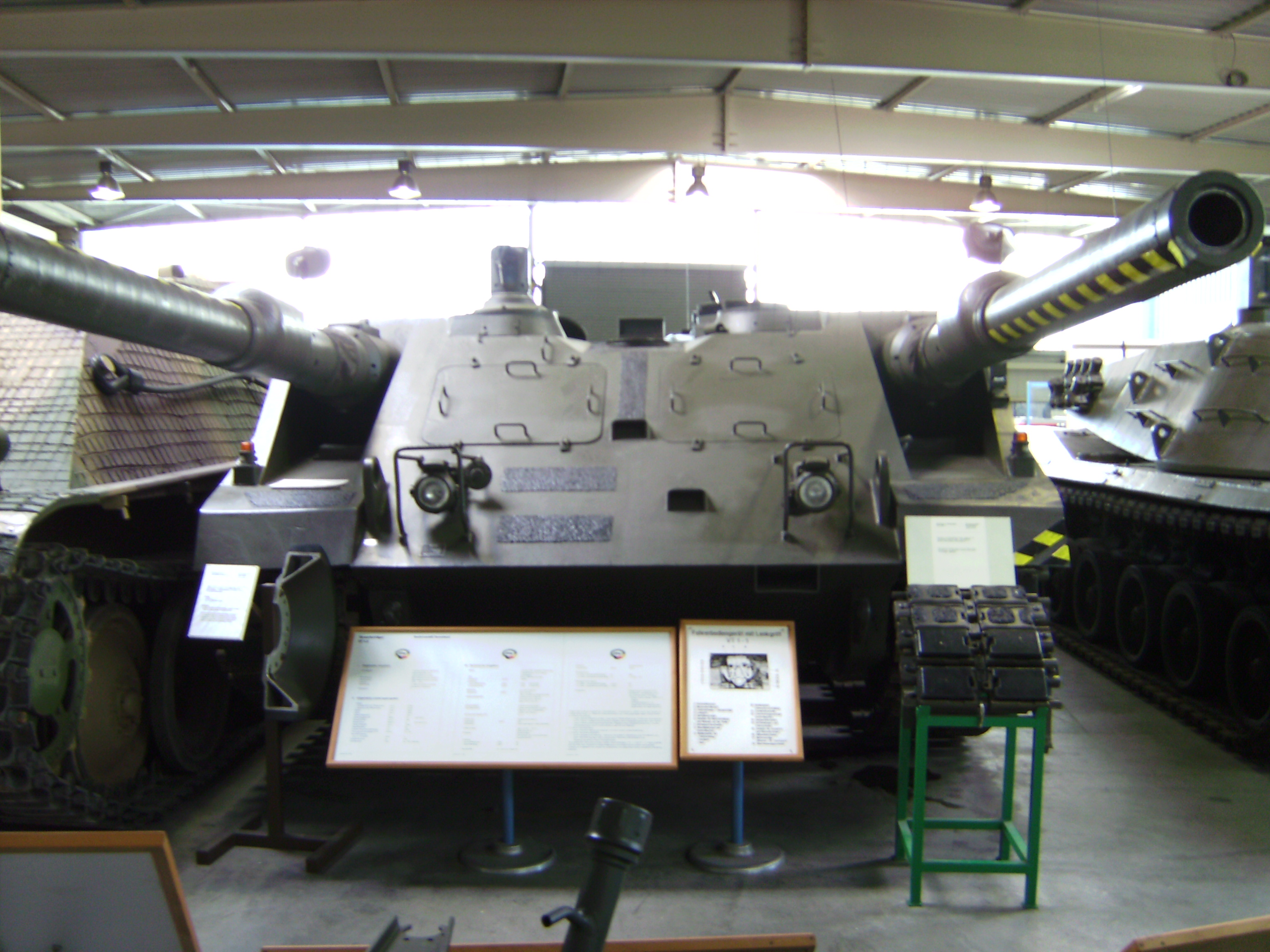
VT 1-2の前面

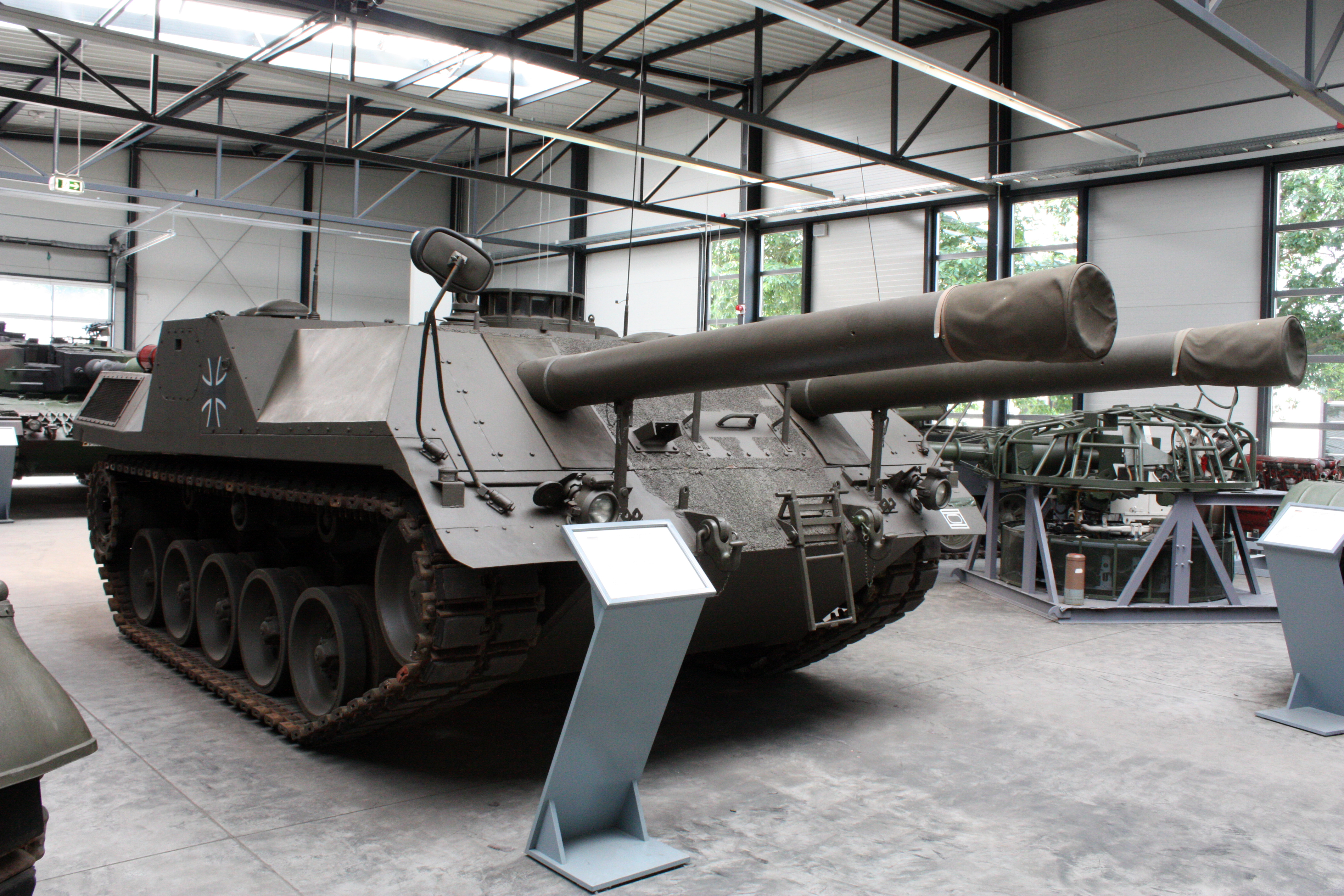
GVT 04

VT1とは西ドイツで2両試作された無砲塔形式の主力戦車である。2門の主砲を備えるこの車両は「Versuchsträger」（フェアズーフストレーガー）と呼ばれ、試験車両の意を持つ。1970年代初期、西ドイツの幾つかの企業ではレオパルト1戦車の後継となる車両の概念設計を行っていた。この計画の名称は「カンプフパンツァー3」だった。
このKPz 3計画は一時、イギリスとの共同計画であったものの、ドイツ側が無砲塔形式の車両を要望したことによりイギリスは計画から離脱した。ドイツでは既にレオパルト2を開発済みであり、さらにもう一つ通常型式の車両を作る必要性はなかった。計画に関与した企業の一つはマシーネンバオ・キールであり、VT 1-1およびVT 1-2を開発した。試験計画は実証段階で終了し、この2連装砲を持つ無砲塔戦車は技術上の多大な努力により製造はできたものの、実用と戦術的な投入の両方とも撤回された。

## 経緯
最初の試作車両はマシーネンバオ・キールにより1974年に製造されたVT 1-1である。1年後、この企業は2両目となるVT 1-2を製造した。機動性のさらなる試験と、戦車に2門の主砲を装備するという概念のために、1975年と1976年に5両のGVT（Gefechtsfeldversuchträger、戦場試験車両の意）が設計製造された。

## 設計
VT 1-1はMBT-70戦車の車体を短縮したものを基礎としている。この車両は自動装填装置を持たず、運用するには4名の乗員を必要とした。全てのVT戦車は、第二次世界大戦後のカノーネンヤークトパンツァーのような、伝統的なドイツ駆逐戦車の設計をある程度受け継いでいる。
VT 1-2は過給機付きのエンジンを特徴とする。これは常用で1,500PS、緊急時には2,400PSを発揮した。
この車両は前部に3人分の座席を装備し、操縦手席は車長席と砲手席の間に配置されている。レオパルト2との比較が行われ、ここでVT 1-2はレオパルト2を上回る大きな優越性が何も無いことが確認された。
レオパルト2のエンジンはコンセプトが明確になっておらず、そこでもし必要ならばVT 1-2のより強力な12気筒エンジンに換装することもできた。レオパルト2はまた、先進的な射撃管制装置を装備し、初弾を命中させる可能性がより高かった。これは連装形式の主砲が持つ初弾命中率と同等であるか、もしくは凌ぐものだった。
VT戦車は以下を要項とした。
- ケースメート形式の構造物の中に連装砲を装備することで反応時間をより短縮し、命中率を高くし、撃破の可能性を向上させる。これにより高性能な兵器に到達する。
- より強力なエンジンと新規のサスペンションによって機動力を向上させる。
- 搭乗員区画を小型化し、強固な前面装甲を採用、また斜め方向に走る能力を用い、より高い生残性を持つ。

VT 1-1は2門の105mmライフル砲で武装し、砲には人力で装填した。VT 1-2は2門のL44 120mm滑腔砲を搭載し、弾薬6発を自動装填する装置を装備した。GVTでは砲を装備せず、代わりとしてこれらの車両は主砲のシミュレーターを2基装備した。模擬戦闘で、これらの車両はTalissiレーザー射撃模擬装置を使用した。推進用のガスは天井に装備された20mm砲によって作り出された。

## 派生型
VT 1-1
人力装填を行う105mm施条砲を搭載。
VT 1-2
自動装填装置を備えた120mm滑腔砲を装備、エンジンをアップグレード。
GVT 01 - GVT 05